# Valentin Serov
Pour les articles homonymes, voir Serov.
 (août 2024).
Si vous disposez d'ouvrages ou d'articles de référence ou si vous connaissez des sites web de qualité traitant du thème abordé ici, merci de compléter l'article en donnant les références utiles à sa vérifiabilité et en les liant à la section « Notes et références ».
Valentin Aleksandrovitch Serov (en russe : Валентин Александрович Серов), né le 7 janvier 1865 (19 janvier dans le calendrier grégorien) à Saint-Pétersbourg et mort le 23 décembre 1911 (5 janvier 1912 dans le calendrier grégorien) à Moscou, est un peintre russe.

## Biographie

### Enfance et études
Valentin Serov est le fils d'Alexandre Serov et de son épouse, née Valentina Bergmann, pianiste. Par les amis de son père, un grand compositeur, Valentin sera plongé dans l’atmosphère créatrice du cercle d'Abramtsevo. En attendant, il vit avec sa mère à Munich à la mort de son père en 1871, puis à Paris à partir de 1874. Il retourne en Russie en 1878, il a treize ans.
À l’âge de treize et quatorze ans, il prend des leçons de dessin et de peinture auprès d'Ilia Répine chez qui il habite et se rend souvent en visite chez l'industriel collectionneur Savva Mamontov et en séjour à Abramtsevo, près de Moscou, dans une atmosphère de bouillonnement intellectuel et artistique. Il y fait la connaissance d'artistes du mouvement des peredvijniki (artistes ambulants).
À partir de l'âge de quinze ans, il est élève à l'Académie impériale des beaux-arts de Saint-Pétersbourg (1880-1885), où Pavel Tchistiakov sera son professeur. Il reçoit une médaille d'argent pour une étude de nature à la fin de ses études et commence ensuite son travail d'atelier, en 1885. 
Il suit les traditions du portrait officiel russe, illustrées par Dmitri Levitski et Karl Brioullov aux XVIIIe et XIXe siècles. Mais il est influencé par le réalisme de Répine et le système plastique strict de Tchistiakov. Il est ami avec Mikhaïl Vroubel et plus tard Constantin Korovine. 

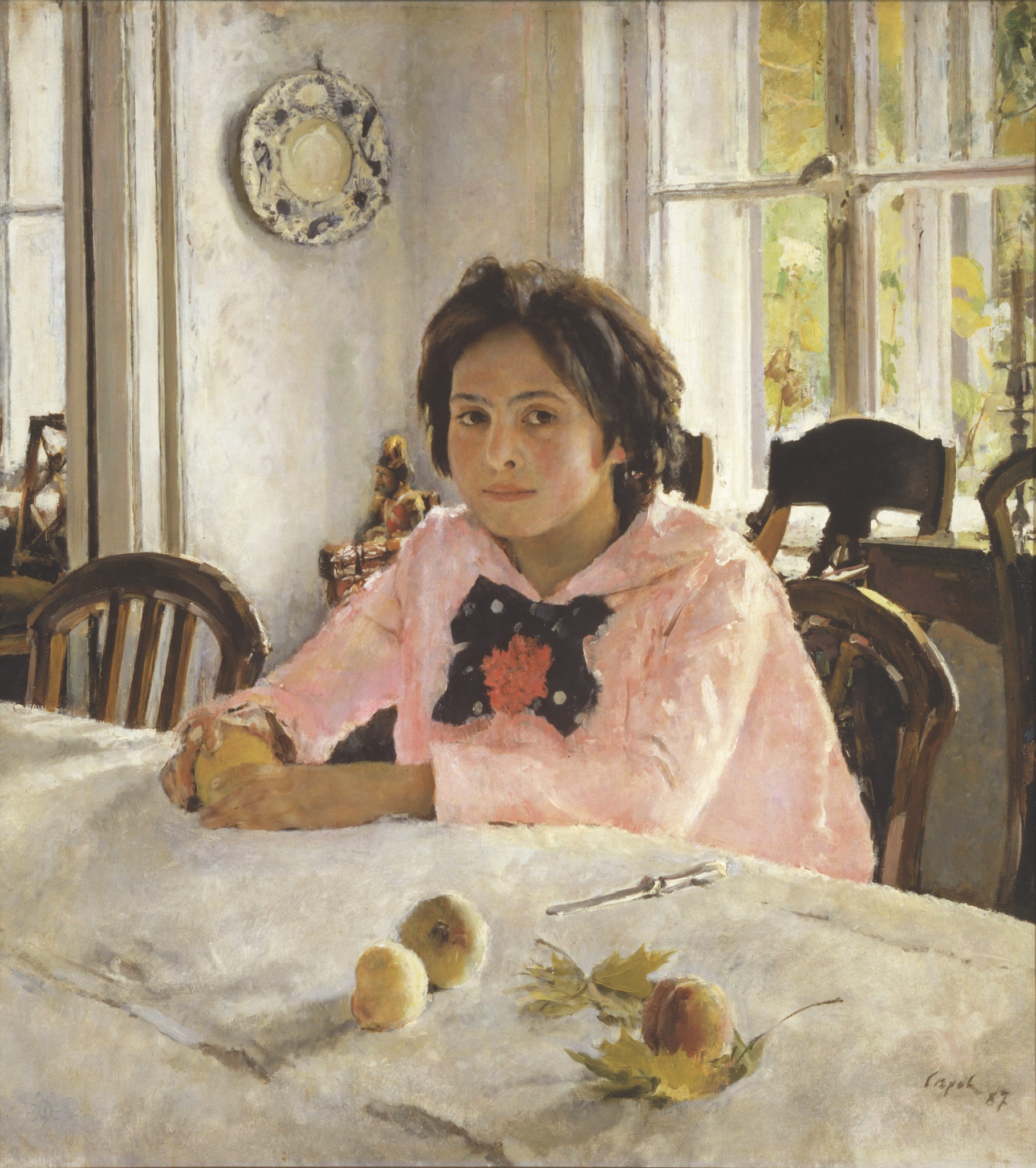
La Jeune Fille aux pêches, 1887
Galerie Tretiakov, Moscou

En 1884, il avait déjà réalisé son premier portrait d'importance, celui de Savva Mamontov, et en 1887, une des perles de la peinture russe de portrait La Jeune Fille aux pêches avec Vera, la fille de Mamontov comme modèle. Ce tableau fait sensation auprès des artistes et devient le précurseur de l'impressionnisme en Russie. Savva Mamontov, est un grand industriel et propriétaire de la ligne de chemin de fer Moscou-Iaroslavl. C'est un collectionneur, mécène et fondateur du Cercle artistique d'Abramtsevo et de l'Opéra privé russe. À partir de 1885, Valentin Serov séjourne au domaine Mamontov à Abramtsevo ; il y dessinet et peint, et participe à des spectacles et à des réceptions.
De 1894 à 1899, il est membre de l’Association des expositions d’art itinérantes, et à partir de 1899, il s’affilie à l’association artistique Mir iskousstva (le monde de l'art).
À partir de 1887, il enseigne à l’École de peinture, de sculpture et d'architecture de Moscou (Gaspard de Toursky est l'un de ses élèves), puis, en 1903, et devient membre à part entière de l’Académie.

### Fin de vie

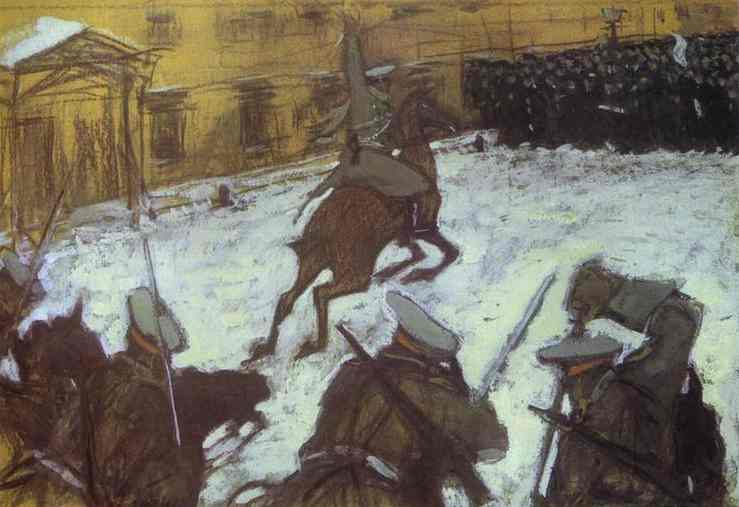
Soldats, héros, où est passée votre gloire ?, 1905
Musée russe, Saint-Pétersbourg

Il quitte les rangs de l'Académie pour protester contre le fait qu’on ait tiré, le 9 janvier 1905, sur les participants d’une manifestation pacifique. Il réalise la toile Soldats, héros, où est passée votre gloire ? qui est reprise dans le premier numéro de la revue Joupel.

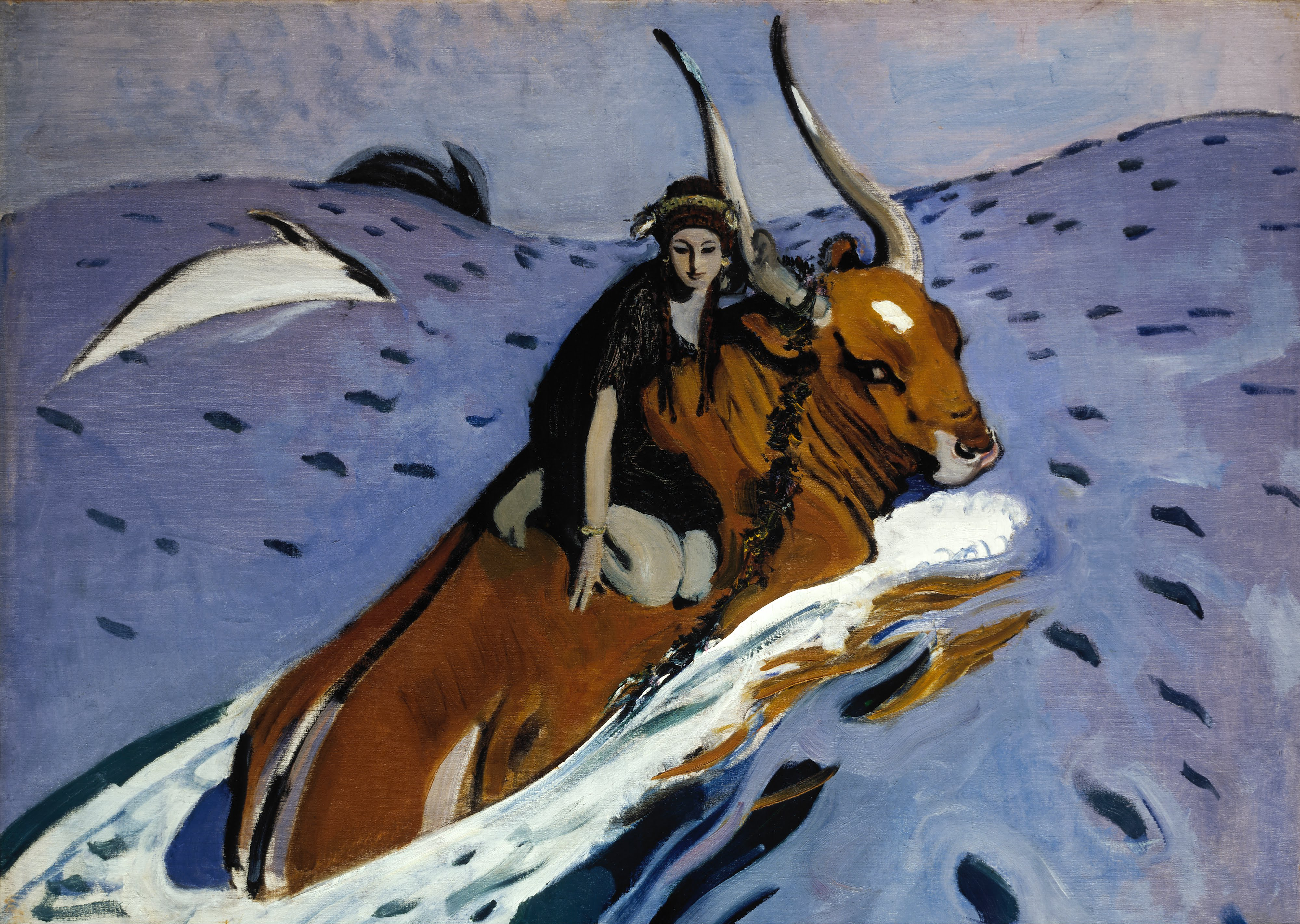
L'Enlèvement d'Europe, 1910
Galerie Tretiakov, Moscou.

En 1907, il se rend en Grèce en compagnie de Léon Bakst pour développer un concept de tableau basé sur la légende grecque antique de la princesse Nausicaa, ainsi que pour une commande de peintures murales pour la salle de la Grèce archaïque du Musée des Beaux-Arts. Les artistes visitent Athènes, Corinthe, Mycènes, la Crète et d'autres sites. 
Il meurt le 5 décembre 1911 à Moscou et est enterré au cimetière du couvent de Novodevitchi.

## Œuvre
C'est un peintre de commande très apprécié de la bonne société. Nombre de ses portraits sont ceux d'artistes alors en vogue (Ida Rubinstein, Isaac Levitan, Diaghilev), de personnalités de la cour impériale, de grands bourgeois, de notables et de leurs épouses. Mais si les portraits occupent la première place, il est inconcevable de retracer l’histoire de l’art paysagiste russe sans faire mention de ses paysages. Dans certaines de ses premières œuvres, il combine les genres du portrait et du paysage.
C'est aussi un graphiste remarquable et, au cours de ses dernières années, il fait des décors pour le théâtre.
- La Jeune fille aux pêches, 1887, huile sur toile, 91 × 85 cm, Galerie Tretiakov, Moscou[2]
- Madame Lwoff, 1895, huile sur toile, 90 × 59 cm, Musée d'Orsay, Paris[4]
- Portrait de la Princesse Zinaida Yusupova, 1902, huile sur toile, Musée russe, Saint-Pétersbourg[5]
- Portrait de Maria Nikolayevna Yermolova, 1905, huile sur toile, 224 × 120 cm, Galerie Tretiakov, Moscou[6]
- Soldats, héros, où est passée votre gloire ?, 1905, détrempe et fusain sur bois, 47 × 41 cm, Musée russe, Saint-Pétersbourg
- L'Enlèvement d'Europe, 1910, 71 × 99 cm, Galerie Tretiakov, Moscou[3]
- Portrait d'Ida Rubinstein, 1910, tempera et fusain  sur toile, 147 × 233 cm, Musée russe, Saint-Pétersbourg
- Portrait de la Princesse Olga Orlova, 1911, huile sur toile, 160 × 237 cm, Musée russe, Saint-Pétersbourg[1]

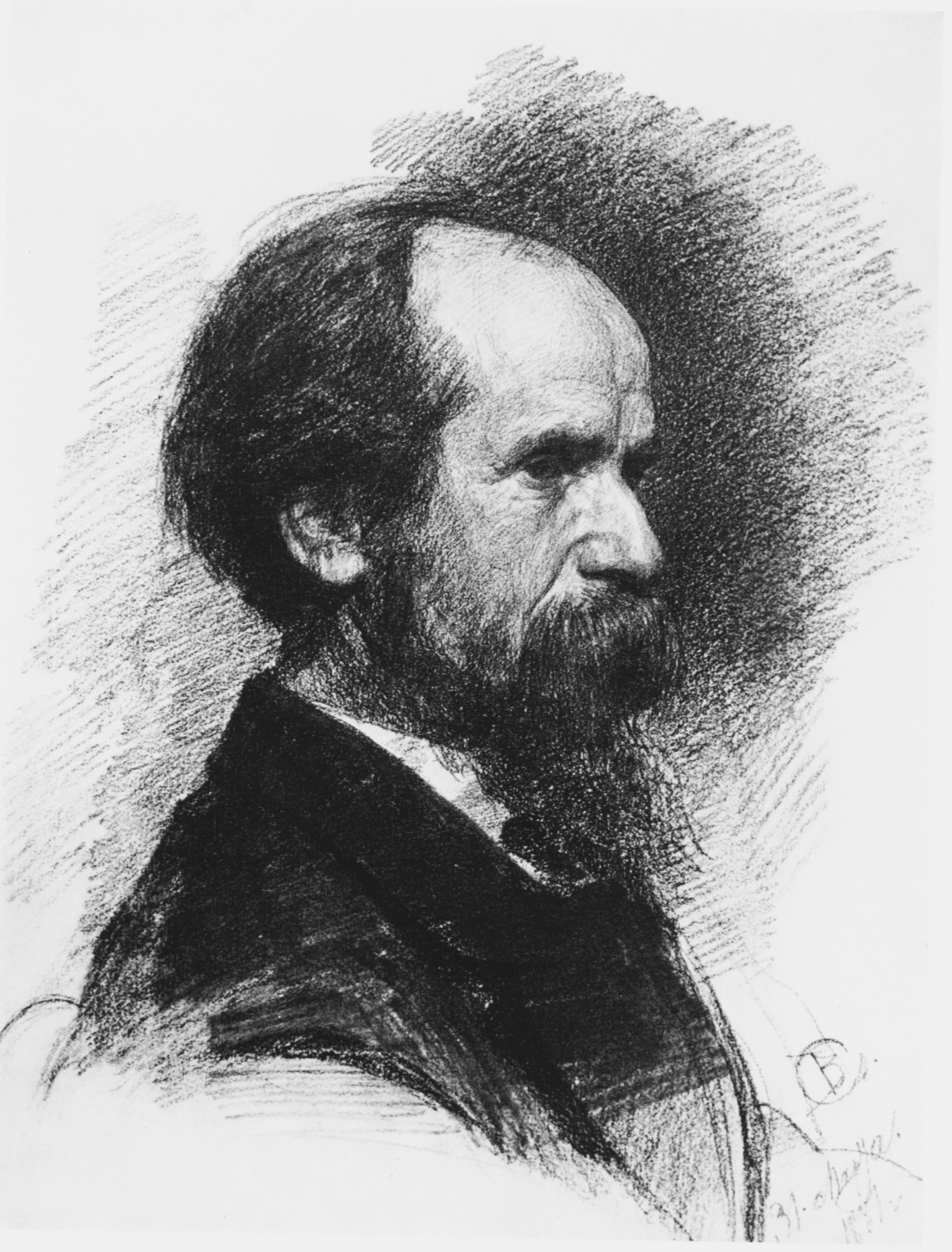
Pavel Tchistiakov, 1881
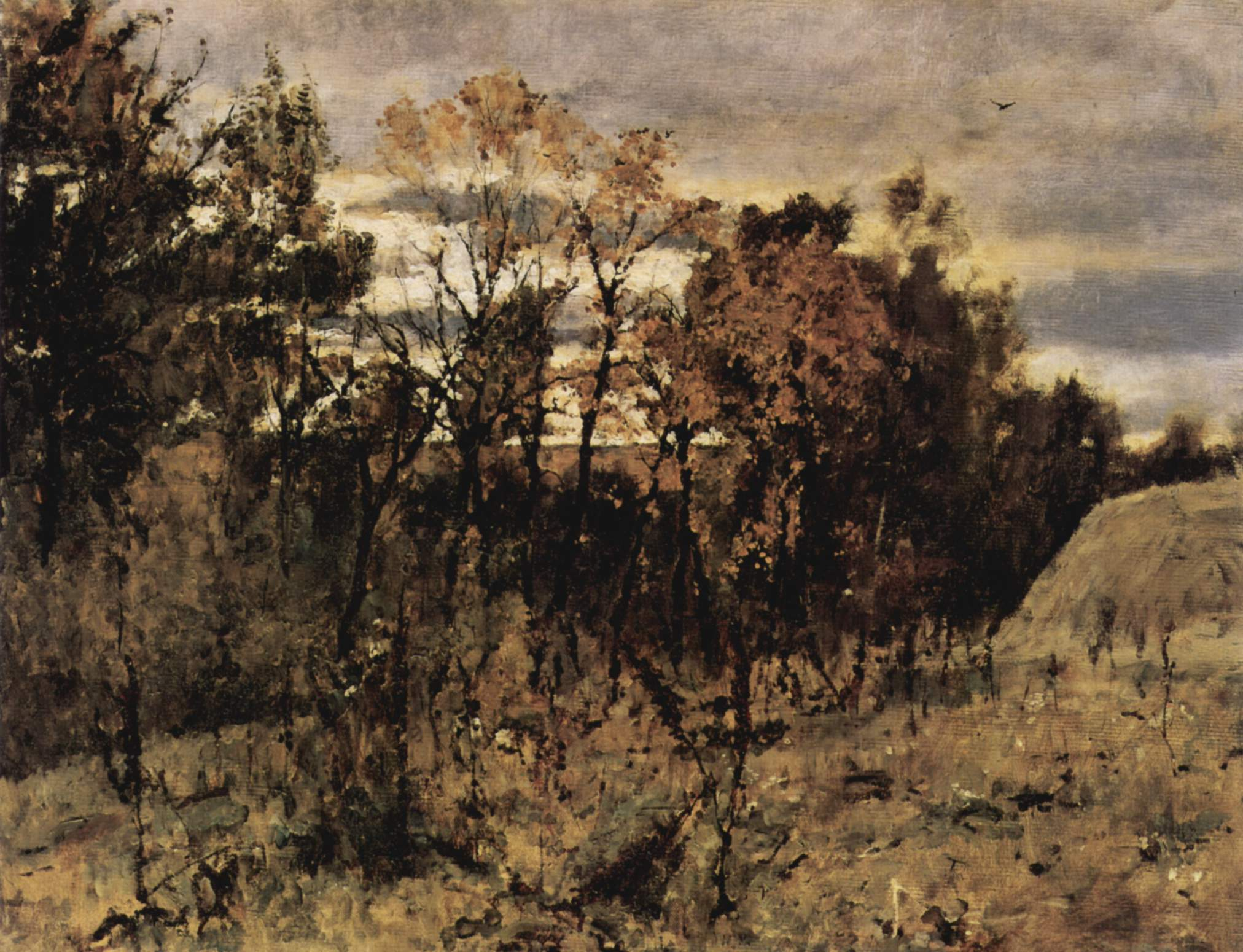
Domotkanovo, 1886 Galerie Tretiakov, Moscou
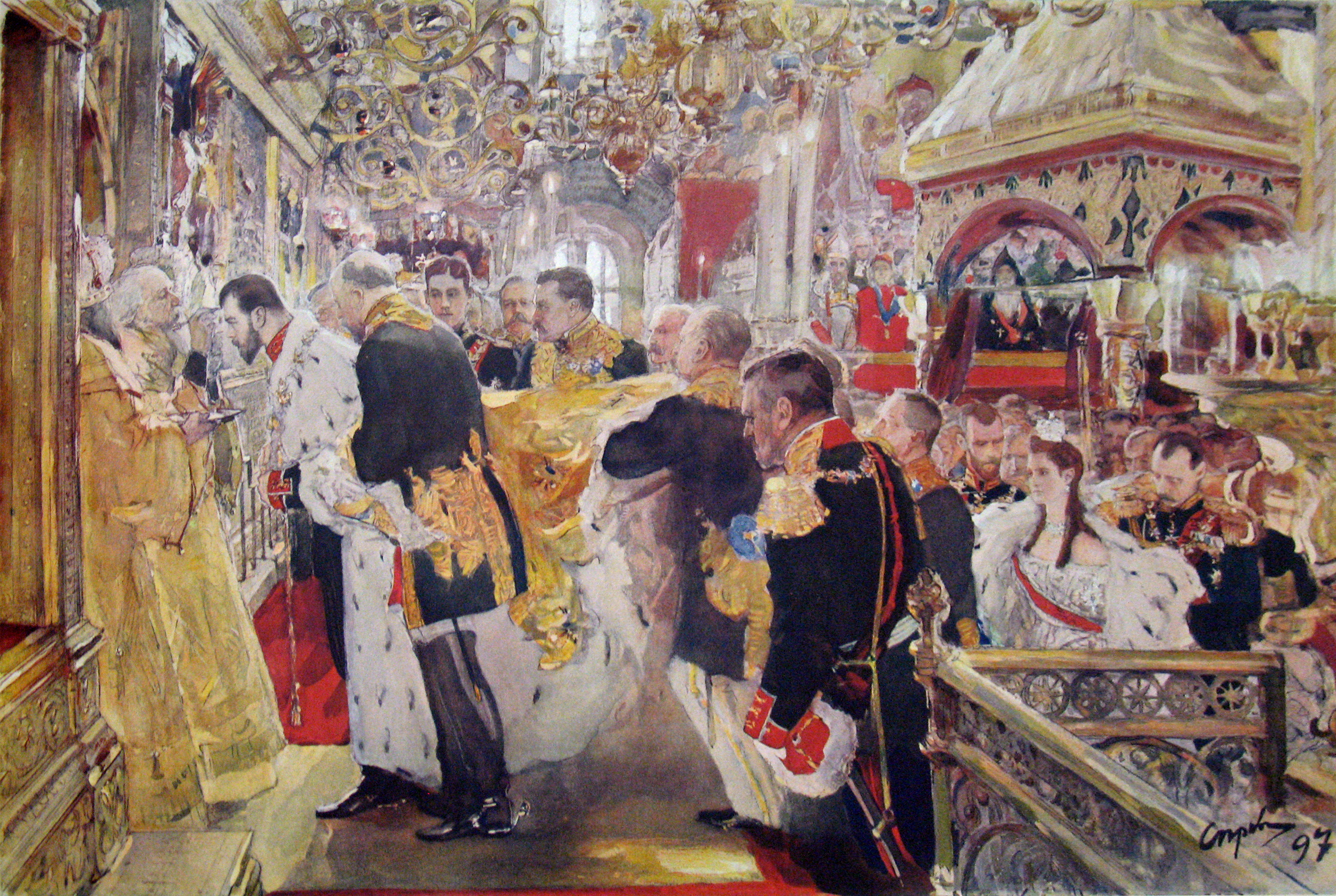
Couronnement de Nicolas II de Russie, 1896 Musée de Iekaterinbourg
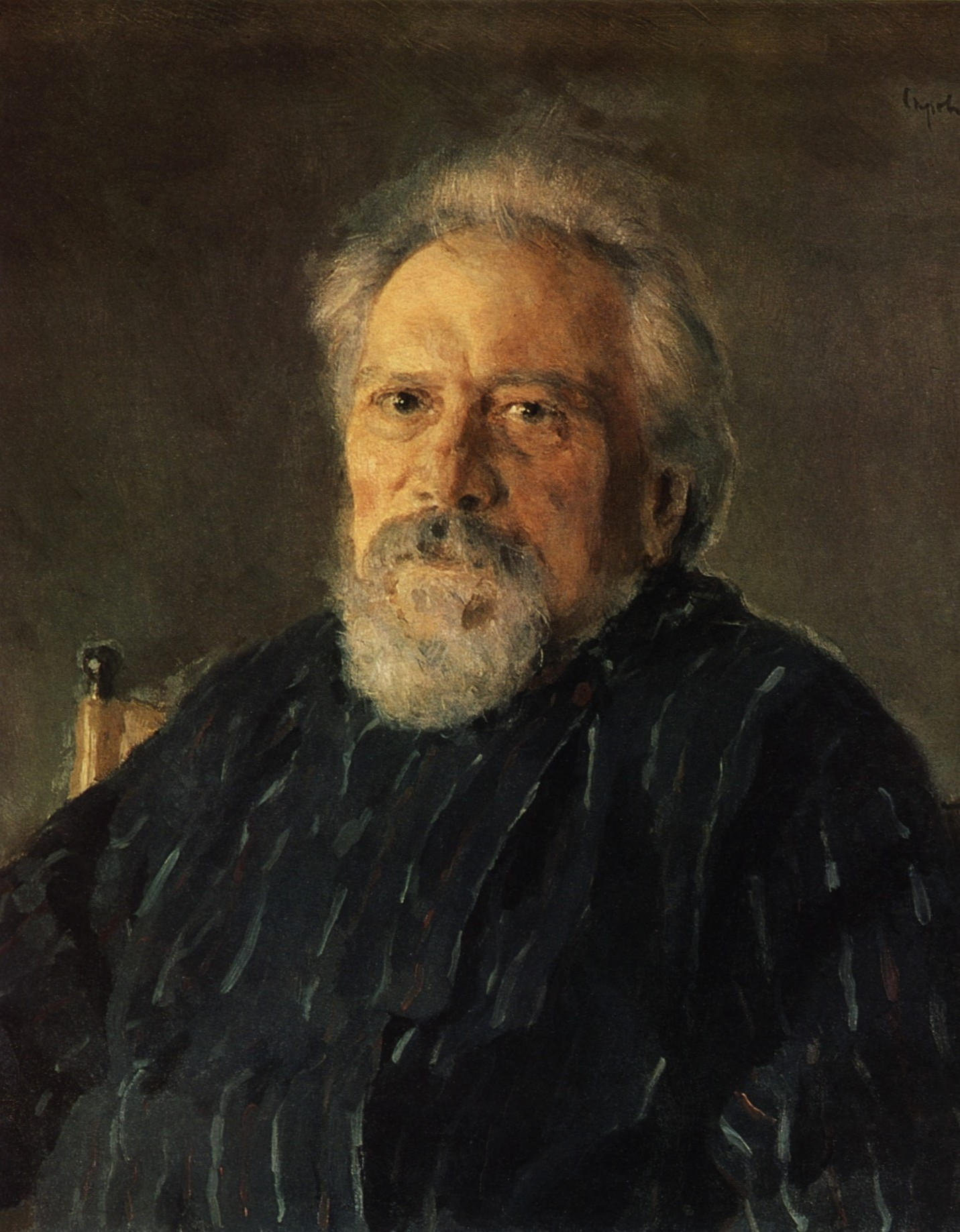
Nikolaï Leskov, 1894 Galerie Tretiakov, Moscou
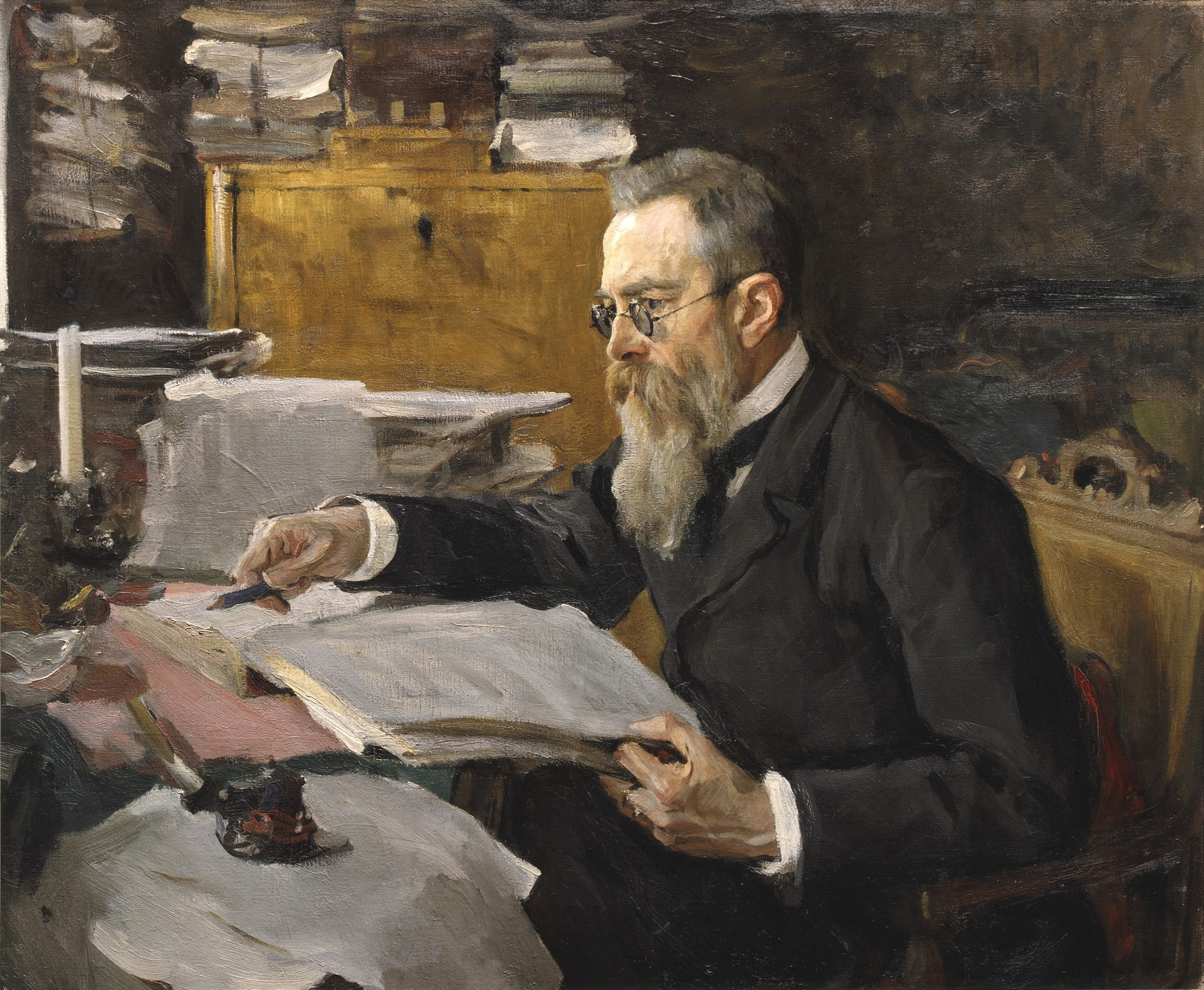
Nikolai Rimski-Korsakov, 1898 Galerie Tretiakov, Moscou
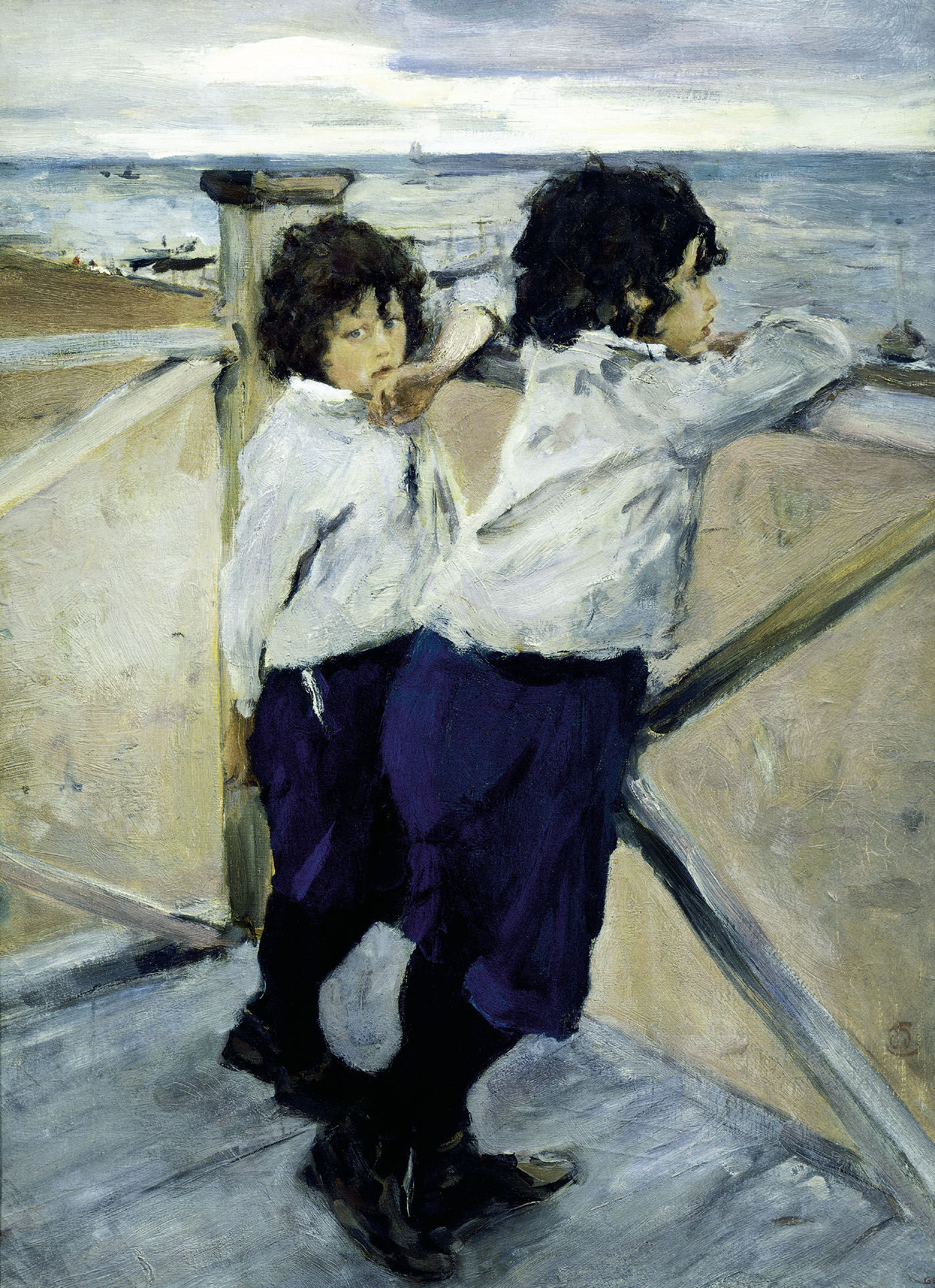
Les Enfants Sasha et Yura Serov, 1899 Musée russe, Saint-Pétersbourg
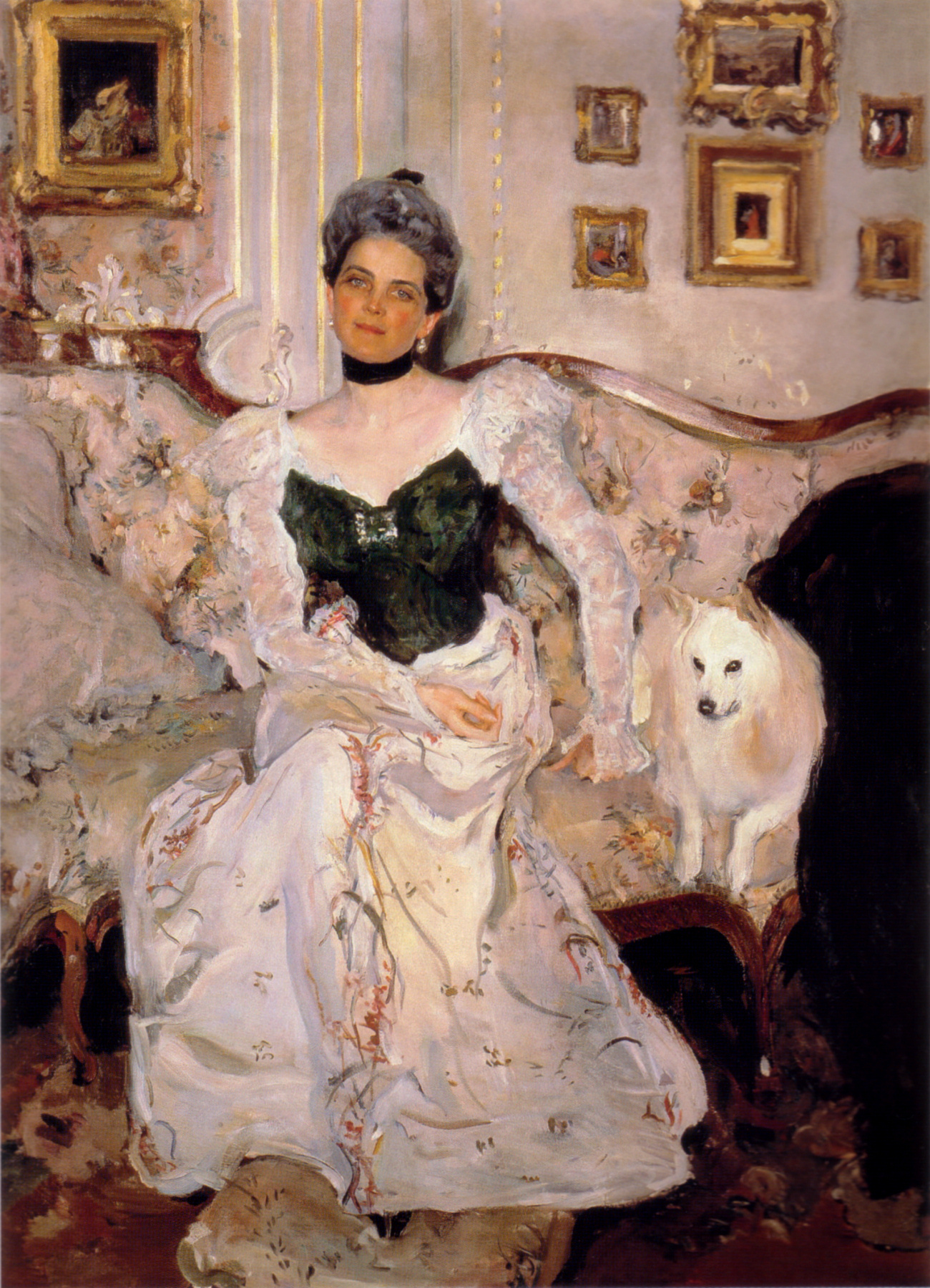
Portrait de la princesse Youssoupoff, 1902 Musée russe, Saint-Pétersbourg
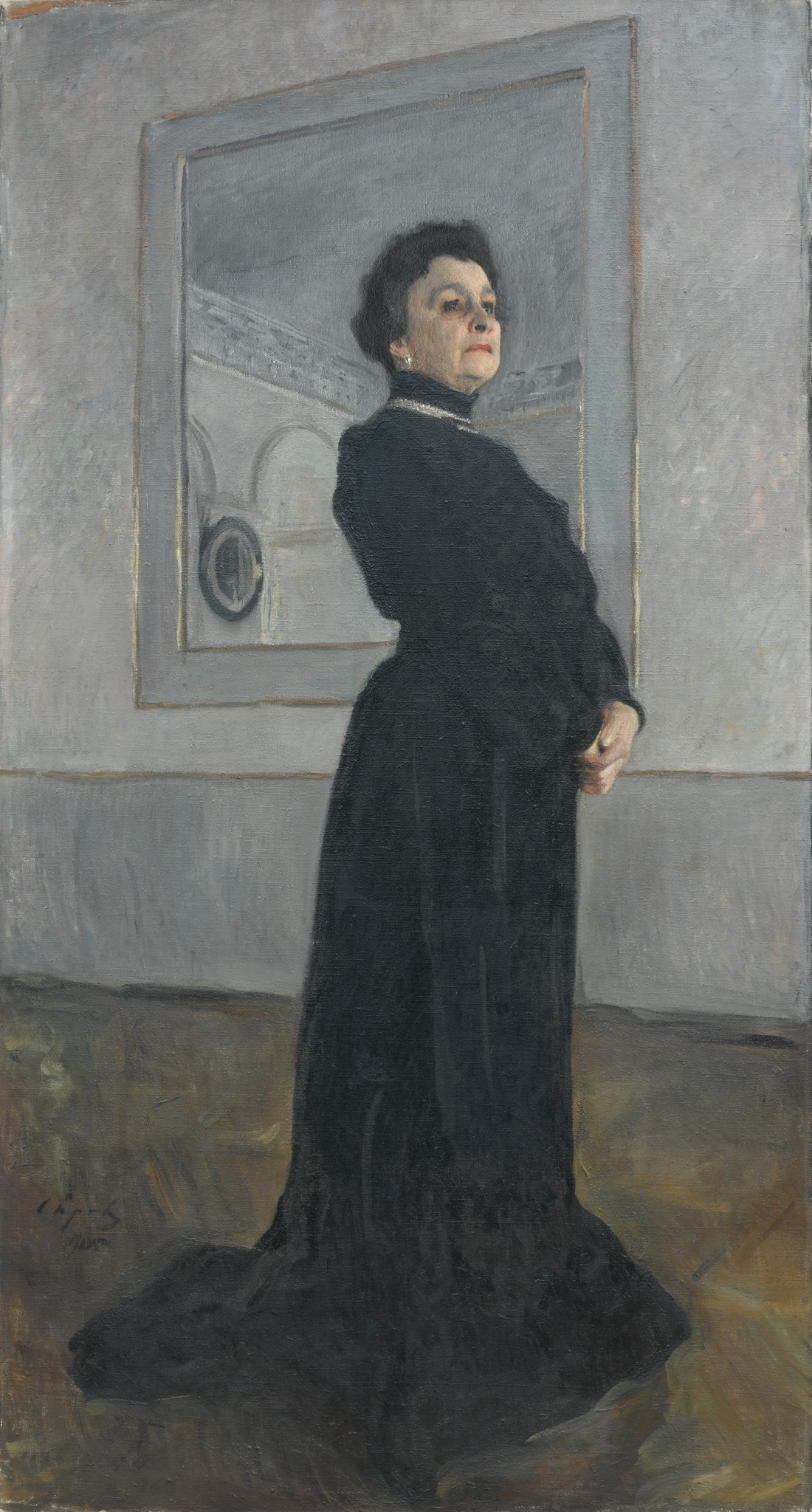
Maria Yermolova, 1905 Galerie Tretiakov, Moscou
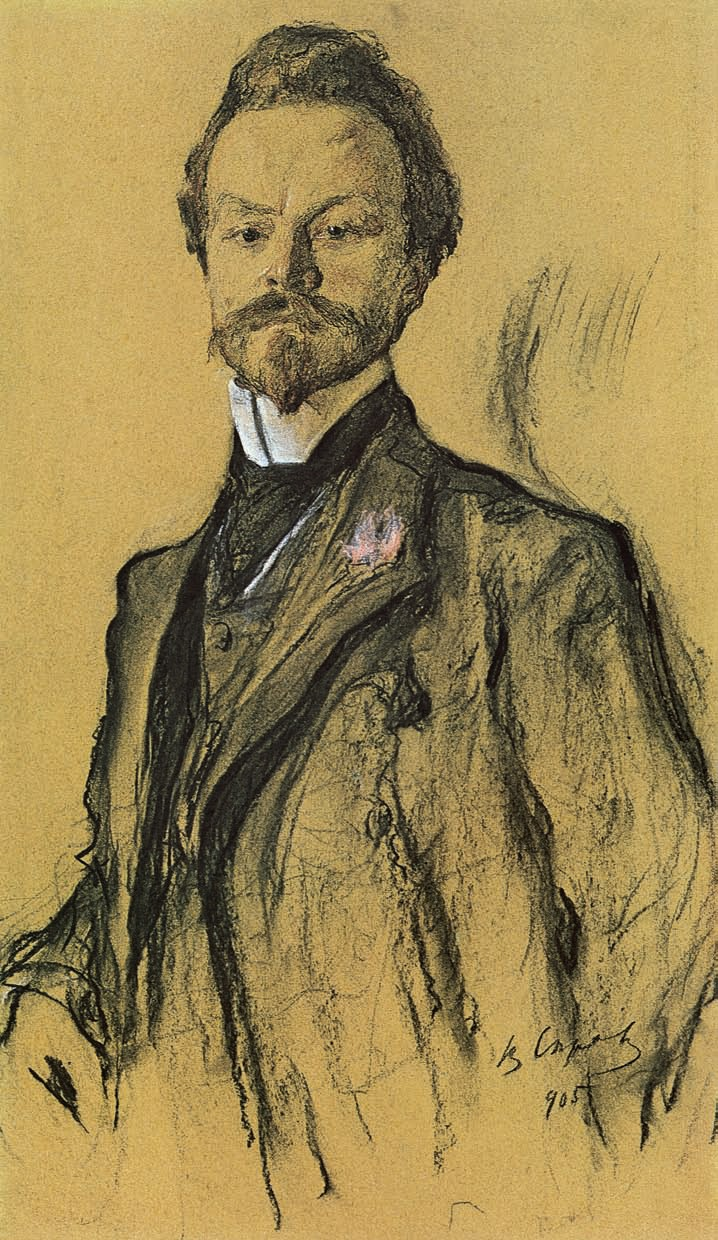
Constantin Balmont, 1905 Galerie Tretiakov, Moscou
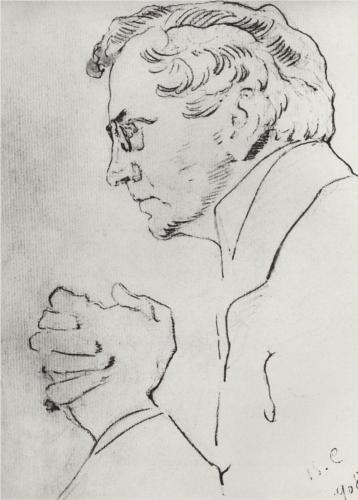
Vassili Katchalov, 1908
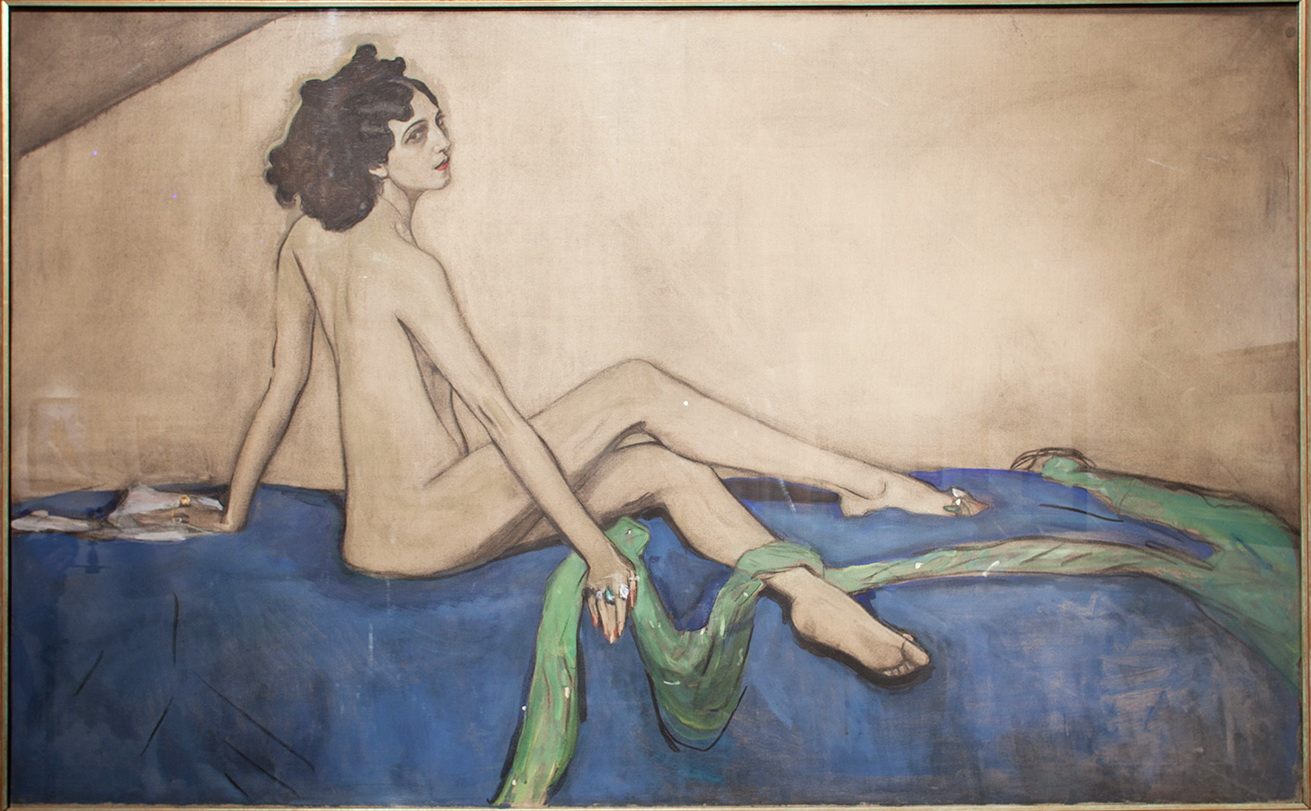
Portrait d'Ida Rubinstein, 1910 Musée russe, Saint-Pétersbourg
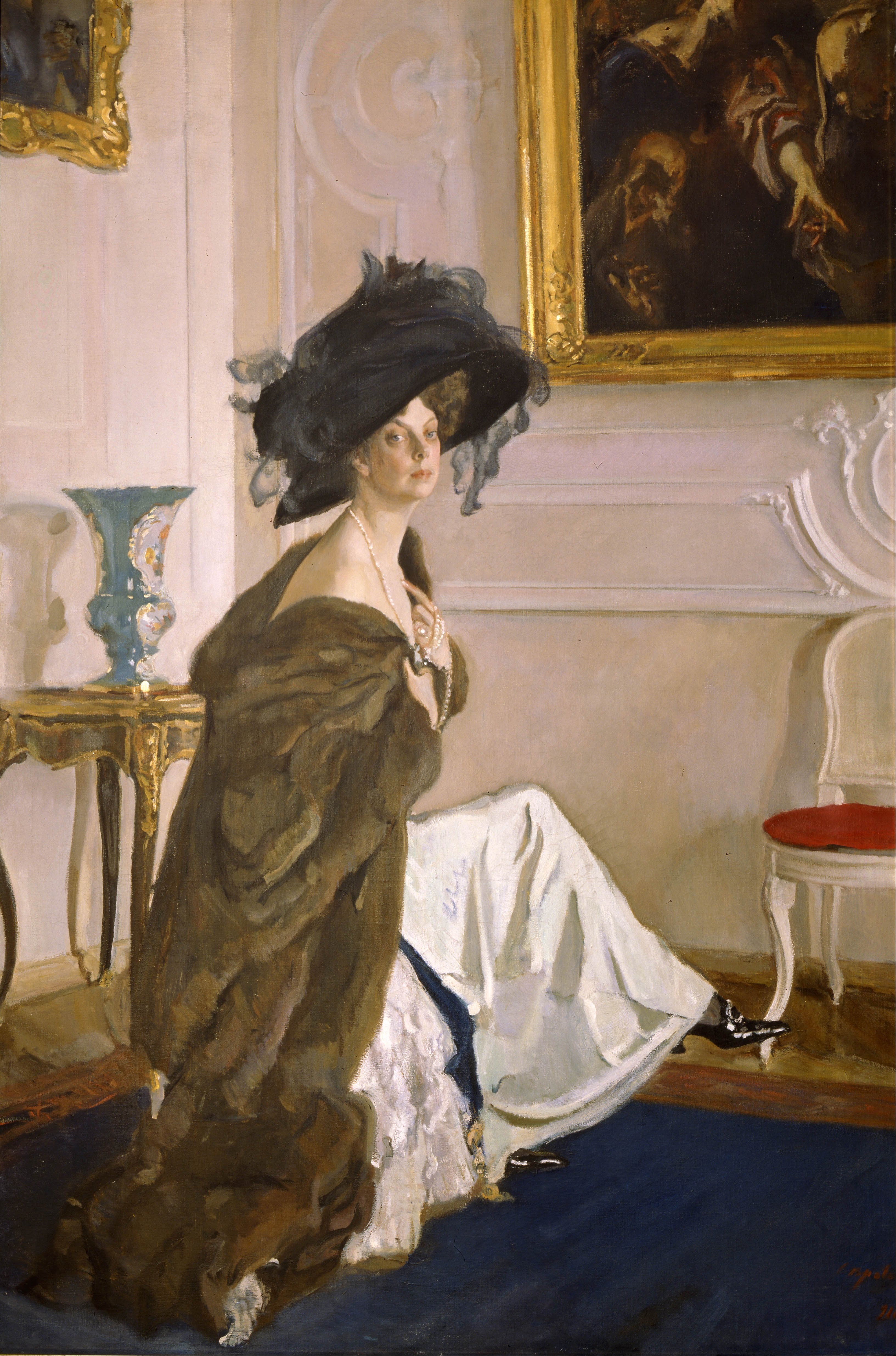
Portrait de la princesse Olga Orlova, 1911 Musée russe, Saint-Pétersbourg